# Juan Vázquez de Coronado y Rodríguez del Padrón
Juan Vázquez de Coronado y Rodriguez del Padron (¿Santiago de Guatemala?, capitanía general homónima, ca. 1582 - f. ¿?, 1624) fue el tercer adelantado de Costa Rica desde 1612, título que heredó de su padre Gonzalo Vázquez de Coronado y Arias Dávila.

## Biografía

### Origen familiar y primeros años
Juan Vázquez de Coronado y Rodríguez del Padrón había nacido hacia 1582, posiblemente en la ciudad de Santiago de Guatemala —actual Antigua Guatemala— de la capitanía general homónima que formaba parte del Virreinato de Nueva España, siendo hijo del adelantado Gonzalo Vázquez de Coronado y Arias Dávila y de Ana Rodríguez del Padrón, y nieto paterno de Juan Vázquez de Coronado.
Llegó a la gobernación de Costa Rica con su padre en el año 1600.

### Descendencia
Aparentemente no contrajo matrimonio y por lo cual no dejó descendencia legítima, ya que el adelantamiento lo heredó su hermano pero sí tuvo, por lo menos, dos hijos naturales:
- Antonio Vázquez de Coronado[2][3] (n. Cartago,[3] 1612 - ib.,[3] 1664)[3] fue quien heredó de su padre las tierras de La vega del río Seco,[2] y al fallecer[2][3] se las dejó en herencia a su hermano el alférez.[2][3]
- Agustín Vázquez de Coronado[2][3] (n. Cartago,[3] e/ enero y 20 de marzo[3] de 1607[3] - f. después de 1682)[2] era un alférez[2][3] que se casó con María de Madrigal y López de Ortega,[3] fue corregidor de Quepos[3] y heredó de su hermano mayor en 1664[3] las tierras de La vega del río Seco,[2] las cuales fueron litigadas por los habitantes de la ciudad de Esparza, motivo por el cual su propietario pidió ayuda al gobernador costarricense[2] el 10 de enero[2] de 1681[2] y quien terminara resolviendo de conformidad por escritura en Esparza,[2] el 28 de julio[2] del mismo año.[2]

## Adelantado de Costa Rica

### Heredamiento y carencia documental
El 23 de agosto de 1612, por fallecimiento de su progenitor, heredó el título de Adelantado de Costa Rica. No se han hallado pruebas documentales de que se efectuase la transmisión formal del adelantamiento en su favor, aunque hay documentos notariales que lo mencionan con ese título hacia 1620.

### Fallecimiento y sucesión del título
El adelantado Juan Vázquez de Coronado y Rodríguez del Padrón era propietario hacia 1618 de unas tierras conocidas como La vega del río Seco —a cuatro leguas de la «Ciudad del Espíritu Santo» o de Esparza que había sido fundada en 1577, y que según un documento de 1669 se menciona que "ha más de cuarenta años" le habían pertenecido al adelantado— y finalmente falleció en 1624, en algún lugar de la Capitanía General de Guatemala.
El adelantamiento de Costa Rica fue heredado en este último año por su hermano Diego Vázquez de Coronado y Rodríguez del Padrón.